# گمینا رابا وژنا
گمینا رابا وژنا (به لهستانی:  Gmina Raba Wyżna) یک گمینا در لهستان است که در شهرستان نوو تارگ واقع شده‌است. گمینا رابا وژنا ۸۸٫۲۸ کیلومتر مربع مساحت و ۱۳٬۵۲۵ نفر جمعیت دارد.